# Lengkongjaya (Cigalontang)
Lengkongjaya is een bestuurslaag in het regentschap Tasikmalaya van de provincie West-Java, Indonesië. Lengkongjaya telt 5452 inwoners (volkstelling 2010).